# Peter Aufreiter
Peter Aufreiter (* 19. Dezember 1974 in Linz) ist ein österreichischer Museumsleiter. Ab 2015 leitete er die Galleria Nazionale delle Marche in Urbino, seit Jänner 2020 ist er Generaldirektor und wissenschaftlicher Geschäftsführer des Technischen Museums Wien.

## Leben
Peter Aufreiter besuchte nach dem Gymnasium in Linz die Handelsakademie in Linz-Auhof, wo er 1995 maturierte. Anschließend begann er ein Studium der Germanistik und Kunstgeschichte an der Universität Wien, das er 2002 als Magister abschloss. Ein Auslandsaufenthalt führte ihn 1999/2000 an die Universität Urbino.
Nach Studienabschluss war er von 2003 bis 2005 Registrar und kuratorischer Assistent im Wiener Sigmund Freud Museum und von 2005 bis 2008 Ausstellungsmanager im Kunsthistorischen Museum. 2008 wechselte er in die Österreichische Galerie Belvedere, wo er die Abteilung Ausstellungsmanagement und Leihgaben leitete und ab 2010 mit der Verwaltung der Artothek des Bundes im 21er Haus betraut war. Mit Oktober 2015 wurde er Direktor der Galleria Nazionale delle Marche in Urbino.
Im Juni 2019 wurde er von Kulturminister Alexander Schallenberg dem einstimmigen Vorschlag der Auswahlkommission folgend zum Direktor des Technischen Museums Wien mit der Österreichischen Mediathek bestellt. Er folgte in dieser Funktion mit 1. Jänner 2020 Gabriele Zuna-Kratky nach. Sein Vertrag wurde zunächst auf fünf Jahre abgeschlossen, im August 2023 wurde dieser um eine weitere fünfjährige Amtszeit beginnend mit 1. Jänner 2025 verlängert.
Seit Dezember 2019 ist er unter Präsidentin Bettina Leidl Mitglied des Vorstandes von ICOM Österreich.